# Dals-Långeds kyrka
Dals-Långeds kyrka är en kyrkobyggnad som tillhör Steneby församling i Karlstads stift. Kyrkan ligger i Dals Långed i Bengtsfors kommun.

## Historia
Sedan 1916 hade gudstjänster firats i en kyrksal i Mustadfors som tidigare var ägd av missionsförsamlingen. När kyrksalen revs 1969 fick Steneby församling i gåva ett av husen från den nedlagda Långedsskolan. Skolhuset, som ursprungligen var byggt 1880, genomgick en omfattande om- och tillbyggnad efter ritningar av arkitekt Verner Johnsson i Bengtsfors. I en ny vinkelbyggnad inreddes ett kyrkorum. 1972 invigdes den nya kyrkan av biskop Gert Borgenstierna.

## Kyrkobyggnaden
Kyrkan med församlingshem är en vinkelbyggnad av trä. Ytterväggarna är klädda med faluröd locklistpanel. Byggnadsdelarna täcks av sadeltak som är klädda med sinuskorrugerad eternit. Kyrkorummet har ett rakt förhöjt kor i sydost. I nordväst finns en vikvägg som kan öppnas upp till bakomliggande församlingssal. Väggar och tak har en öppen konstruktion av limträbalkar.
Klockstapeln av trä, uppförd 1976, har en öppen konstruktion med tjärade stolpar och en kopparklädd huv.

## Inventarier
- Altartavlan är en vävnad av textil som är tillverkad 1978 av Kristina Wessmans vävkammare i Göteborg.
- Dopfunten tillkom 1973 och består av en skål i en fot av lackat trä. Funten är formgiven av rektor Erik Rudman på Stenebyskolan.
- Istället för predikstol finns en ambo av lackat trä.
- Altaret är placerat versus populum och består av ett fristående altarbord i lackat trä med altarskiva av ljus marmor.

### Orgel
- Den mekaniska kororgeln, med ljudande fasad i lackad furu, har sju stämmor fördelade på manual och pedal. Den är tillverkad 1973 av Lindegren Orgelbyggeri AB, Göteborg och placerad på höger sida av koret. Den har ett tonomfång på 56/30 och manualstämmorna är delade vid b0/h0.[1]

| Manual        | Pedal      | Koppel  |
| Rörgedackt 8´ | Subbas 16´ | Man/Ped |
| Principal 4'  |            |         |
| Täckflöjt 4'  |            |         |
| Valdflöjt 2'  |            |         |
| Kvinta 1 1/3' |            |         |
| Mixtur 2 kor  |            |         |